# Liste der Biografien/Dax
Liste der Biografien |
Portal Biografien |
Personensuche
# |
A |
B |
C |
D |
E |
F |
G |
H |
I |
J |
K |
L |
M |
N |
O |
P |
Q |
R |
S |
T |
U |
V |
W |
X |
Y |
Z |
?
 
Da |
Db |
Dc |
Dd |
De |
Dg |
Dh |
Di |
Dj |
Dk |
Dl |
Dm |
Dn |
Do |
Dq |
Dr |
Ds |
Du |
Dv |
Dw |
Dy |
Dz
 
Daa |
Dab |
Dac |
Dad |
Dae |
Daf |
Dag |
Dah |
Dai |
Daj |
Dak |
Dal |
Dam |
Dan |
Dao |
Dap |
Daq |
Dar |
Das |
Dat |
Dau |
Dav |
Daw |
Dax |
Day |
Daz
Die Liste der Biografien führt alle Personen auf, die in der deutschsprachigen Wikipedia einen Artikel haben. Dieses ist eine Teilliste mit 23 Einträgen von Personen, deren Namen mit den Buchstaben „Dax“ beginnt.

## Dax
- Dax, Adrien (1913–1979), französischer Autor und Maler des Surrealismus
- Dax, Christian (* 1988), österreichischer Politiker (SPÖ) und Jurist
- Dax, Danielle (* 1958), englische Musikerin
- Dax, Hanna, deutsche Richterin des Bayerischen Verfassungsgerichtshofs
- Dax, Jean (1879–1962), französischer Schauspieler bei Bühne und Film
- Dax, Leandra Ophelia (* 1981), belarussisch-deutsche Musikerin
- Dax, Lene (* 1989), deutsche Theaterschauspielerin
- Dax, Max (* 1969), deutscher Publizist, Journalist, Fotograf und Grafiker
- Dax, Paul (1503–1561), Soldat, Maler, Glasmaler, Kartograph
- Dax, Wolfgang (* 1939), österreichischer Politiker (ÖVP), Landtagsabgeordneter im Burgenland

### Daxb
- Daxbacher, Karl (* 1953), österreichischer Fußballspieler und -trainer
- Daxböck, Florian (* 2002), österreichischer Fußballspieler
- Daxböck, Uwe (* 1979), österreichischer Ruderer

### Daxe
- Daxecker, Franz (* 1945), österreichischer Ophthalmologe und Wissenschaftshistoriker
- Daxelmüller, Christoph (1948–2013), deutscher Volkskundler und Kulturwissenschaftler
- Daxenberger, Joseph (1801–1870), bayerischer Kommunalbeamter und Politiker
- Daxenberger, Sebastian Franz von (1809–1878), deutscher Jurist und Politiker
- Daxenberger, Sepp (1962–2010), deutscher Politiker (Bündnis 90/Die Grünen), MdLSepp Daxenberger (1962–2010)

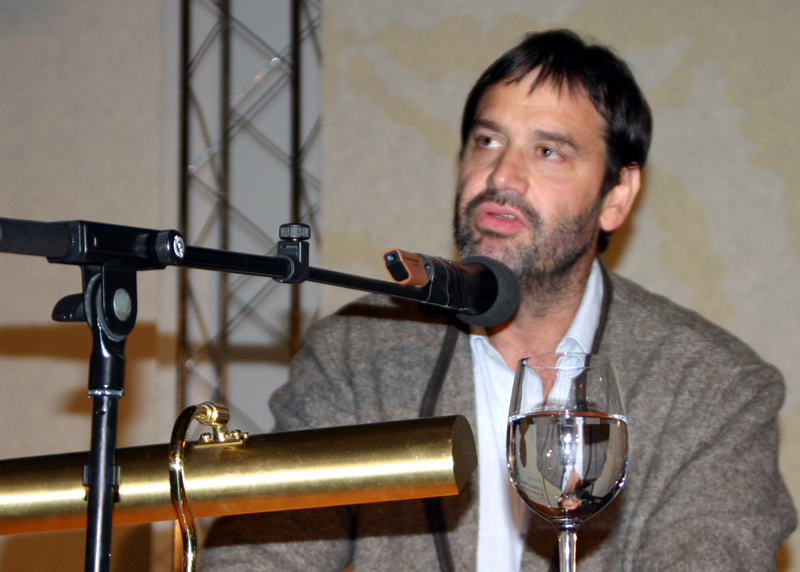
Sepp Daxenberger (1962–2010)

### Daxl
- Daxl, Heiko (1957–2012), deutscher Künstler und Ausstellungskurator

### Daxn
- Daxner, Michael (* 1947), deutsch-österreichischer Sozialwissenschaftler
- Daxner, Štefan Marko (1822–1892), slowakischer Politiker und Schriftsteller

### Daxs
- Daxsperger, Leopold (1896–1963), österreichischer Komponist, Dirigent, Musikpädagoge und Chorleiter
- Daxsperger, Ludwig (1900–1996), österreichischer Komponist, Musikpädagoge und Domorganist und Chorleiter